# Lavoura Arcaica
Lavoura Arcaica és una pel·lícula dramàtica brasilera de 2001 produïda, escrita, dirigida i editada per Luiz Fernando Carvalho, basada en la novel·la homònima de Raduan Nassar. La pel·lícula segueix un home (Selton Mello) que torna a casa del seu pare després de molts anys i s'enamora de la seva germana (Simone Spoladore).
El 2015 l'Associação Brasileira de Críticos de Cinema va incloure Lavoura Arcaica entre la seva llista de 100 millors pel·lícules brasileres

## Argument
La història tracta d'un jove que viu a casa, André (Selton Mello), les idees del qual són radicalment diferents de les del seu pare granger (Raul Cortez). El pare defensa l'ordre i la moderació, que milloren el seu propi poder sota l'aparença de l'amor familiar. El fill busca la llibertat i el plaer, exemplificat en la seva passió per la seva germana Ana (Simone Spoladore). Quan l'André es trasllada a una pensió, la seva mare (Juliana Carneiro da Cunha) li demana al seu germà gran Pedro (Leonardo Medeiros) que el porti de tornada. El seu retorn, però, trencarà la vida insular de la família.

## Repartiment
- Selton Mello - André
  - Pablo César Câncio - jove André
  - Luiz Fernando Carvalho - veu d'André (narrador)
- Raul Cortez - Pare
- Juliana Carneiro da Cunha - Mare
- Simone Spoladore - Ana
- Leonardo Medeiros - Pedro
- Caio Blat - Lula
- Denise Del Vecchio - prostituta
- Samir Muci Alcici Júnior
- Leda Samara Antunes
- Felipe Abreu Salomão
- Raphaela Borges David

## Producció
Amb l'objectiu de mantenir la connexió amb la prosa poètica del llibre de Raduan Nassar, Luiz Fernando Carvalho va optar per filmar sense un guió definit, basat totalment en les improvisacions dels actors sobre el tema. Això va implicar un entrenament intensiu del repartiment, aïllat en una granja durant quatre mesos. El procés de creació i producció de la pel·lícula es va parlar al llibre Sobre Lavoura Arcaica, en què el director és entrevistat per José Carlos Avellar, Geraldo Sarno, Miguel Pereira, Ivana Bentes, Arnaldo Carrilho i Liliane Heynemann, publicat en portuguès, anglès i francès per l'editorial Ateliê Editorial.

## Recepció
Va ser un èxit de crítica i el públic, arribant a 300.000 espectadors amb només dues ubicacions d'exposició, una a Rio de Janeiro i l'altra a São Paulo.
Es considera una de les 100 millors pel·lícules brasileres de tots els temps, segons l'Associação Brasileira de Críticos de Cinema (Abraccine). Segons l'opinió de l'escriptor i psicoanalista Renato Tardivo, autor de Porvir que vem antes de tudo – literatura e cinema em Lavoura Arcaica, la pel·lícula és una de les obres més importants del cinema brasiler "de tots els temps". El crític Carlos Alberto de Mattos la va descriure com la primera obra d'art del cinema brasiler del segle xxi. La pel·lícula va ser aclamada per la crítica de diversos països i, segons la revista francesa Cahiers du Cinéma, Lavoura Arcaica és un "poema bàrbar vora l'al·lucinació, d'un poder extraordinari".

## Premis
| Premis                                                           | Premis               | Premis                                              | Premis                    | Premis    |
| Premi                                                            | Data de la cerimònia | Categoria                                           | Destinataris i nominats   | Resultat  |
| ---------------------------------------------------------------- | -------------------- | --------------------------------------------------- | ------------------------- | --------- |
| Festival Internacional de Cinema de Mont-real                    | Setembre 2001        | Millor contribució artística                        | Luiz Fernando Carvalho    | Guanyador |
| Festival de Cinema Llatinoamericà de Biarritz                    | Octubre 2001         | Premi especial del Jurat                            | Luiz Fernando Carvalho    | Guanyador |
| Festival Internacional de Cinema de Rio de Janeiro               | Octubre 2001         | Premi del Ministeri de Cultura                      | Luiz Fernando Carvalho    | Guanyador |
| Festival Internacional de Cinema de São Paulo                    | Octubre 2001         | Millor pel·lícula - Premi de l'Audiència            | Luiz Fernando Carvalho    | Guanyador |
| Festival de Brasília                                             | Novembre de 2001     | Millor pel·lícula                                   | Luiz Fernando Carvalho    | Guanyador |
| Festival de Brasília                                             | Novembre de 2001     | Millor actor                                        | Selton Mello              | Guanyador |
| Festival de Brasília                                             | Novembre de 2001     | Millor actriu secundària                            | Juliana Carneiro da Cunha | Guanyador |
| Festival de Brasília                                             | Novembre de 2001     | Millor actor secundari                              | Leonardo Medeiros         | Guanyador |
| Festival de Brasília                                             | Novembre de 2001     | Millor fotografia                                   | Walter Carvalho           | Guanyador |
| Festival de Brasília                                             | Novembre de 2001     | Millor banda sonora                                 | Marco Antônio Guimarães   | Guanyador |
| Festival de Brasília                                             | Novembre de 2001     | Premi ANDI/ Unicef                                  |                           | Guanyador |
| Festival Internacional del Nou Cinema Llatinoamericà de l'Havana | December 2001        | Premi especial del jurat                            | Luiz Fernando Carvalho    | Guanyador |
| Festival Internacional del Nou Cinema Llatinoamericà de l'Havana | December 2001        | Millor banda sonora                                 | Marco Antônio Guimarães   | Guanyador |
| Festival Internacional del Nou Cinema Llatinoamericà de l'Havana | December 2001        | Millor actor                                        | Selton Mello              | Guanyador |
| Festival Internacional del Nou Cinema Llatinoamericà de l'Havana | December 2001        | Millor fotografia                                   | Walter Carvalho           | Guanyador |
| Mostra de Cinema de Tiradentes                                   | gener de 2002        | Millor pel·lícula - Premi de l'Audiència            | Luiz Fernando Carvalho    | Guanyador |
| Festival Internacional de Cinema de Santo Domingo                | Febrer 2002          | Millor pel·lícula                                   | Luiz Fernando Carvalho    | Guanyador |
| Festival Internacional de Cinema de Santo Domingo                | Febrer 2002          | Millor fotografia                                   | Walter Carvalho           | Guanyador |
| Festival de Cinema de Cartagena de Indias                        | March 2002           | Millor pel·lícula                                   | Luiz Fernando Carvalho    | Guanyador |
| Festival de Cinema de Cartagena de Indias                        | March 2002           | Millor director                                     | Luiz Fernando Carvalho    | Guanyador |
| Festival de Cinema de Cartagena de Indias                        | March 2002           | Millor fotografia                                   | Walter Carvalho           | Guanyador |
| Festival de Cinema de Cartagena de Indias                        | March 2002           | Premi especial del jurat a la banda sonora          | Marco Antônio Guimarães   | Guanyador |
| Festival de Cinema de Cartagena de Indias                        | March 2002           | Premi Cineclubs de Cartagena                        | Luiz Fernando Carvalho    | Guanyador |
| Festival Internacional de Cinema de Guadalajara                  | Març 2002            | Millor pel·lícula                                   | Luiz Fernando Carvalho    | Guanyador |
| Festival Internacional de Cinema de Guadalajara                  | Març 2002            | Millor director                                     | Luiz Fernando Carvalho    | Guanyador |
| Festival Internacional de Cinema de Guadalajara                  | Març 2002            | Millor pel·lícula - Premi de la Crítica             | Luiz Fernando Carvalho    | Guanyador |
| Premi SESC São Paulo                                             | Març 2002            | Millor pel·lícula                                   | Luiz Fernando Carvalho    | Guanyador |
| Premi SESC São Paulo                                             | Març 2002            | Millor actriu - Premi de l'Audiència                | Juliana Carneiro da Cunha | Guanyador |
| Premi SESC São Paulo                                             | Març 2002            | Millor pel·lícula – Premi del Jurat                 | Luiz Fernando Carvalho    | Guanyador |
| Associação de Críticos de Arte de São Paulo                      | Març de 2002         | Millor actriu                                       | Juliana Carneiro da Cunha | Guanyador |
| VIII Mostra de Cinema Llatinoamericà de Lleida                   | Abril 2002           | Millor guió                                         | Luiz Fernando Carvalho    | Guanyador |
| VIII Mostra de Cinema Llatinoamericà de Lleida                   | Abril 2002           | Millor actor                                        | Selton Mello              | Guanyador |
| Buenos Aires Festival Internacional de Cinema Independent        | Abril 2002           | Millor pel·lícula – Premi de l'Audiència            | Luiz Fernando Carvalho    | Guanyador |
| Buenos Aires Festival Internacional de Cinema Independent        | Abril 2002           | Millor fotografia                                   | Walter Carvalho           | Guanyador |
| Buenos Aires Festival Internacional de Cinema Independent        | Abril 2002           | Premi especial del jurat                            | Walter Carvalho           | Guanyador |
| Buenos Aires Festival Internacional de Cinema Independent        | Abril 2002           | Premi KODAK – Millor fotografia                     | Walter Carvalho           | Guanyador |
| Prêmio ABC de Cinematografia                                     | Maig 2002            | Millor fotografia                                   | Walter Carvalho           | Guanyador |
| Festival Internacional de Cinema Latino de Los Angeles           | Agost 2002           | Millor director                                     | Luiz Fernando Carvalho    | Guanyador |
| Encuentro Latinoamericano de Cine                                | August 2002          | Medalla Fellini                                     | Luiz Fernando Carvalho    | Guanyador |
| Encuentro Latinoamericano de Cine                                | August 2002          | Millor actor                                        | Selton Mello              | Guanyador |
| Encuentro Latinoamericano de Cine                                | August 2002          | Millor Pel·lícula – Cinema Magazine La Gran Ilusión | Luiz Fernando Carvalho    | Guanyador |
| Grande Prêmio do Cinema Brasileiro                               | Setembre 2002        | Millor pel·lícula                                   | Luiz Fernando Carvalho    | Nominat   |
| Grande Prêmio do Cinema Brasileiro                               | Setembre 2002        | Millor director                                     | Luiz Fernando Carvalho    | Nominat   |
| Grande Prêmio do Cinema Brasileiro                               | Setembre 2002        | Millor actor                                        | Raul Cortez               | Nominat   |
| Grande Prêmio do Cinema Brasileiro                               | Setembre 2002        | Millor actor                                        | Selton Mello              | Nominat   |
| Grande Prêmio do Cinema Brasileiro                               | Setembre 2002        | Millor actriu                                       | Juliana Carneiro da Cunha | Guanyador |
| Grande Prêmio do Cinema Brasileiro                               | Setembre 2002        | Millor actor secundari                              | Leonardo Medeiros         | Nominat   |
| Grande Prêmio do Cinema Brasileiro                               | Setembre 2002        | Millor actriu secundària                            | Simone Spoladore          | Nominat   |
| Grande Prêmio do Cinema Brasileiro                               | Setembre 2002        | Millor fotografia                                   | Walter Carvalho           | Guanyador |
| Festival Internacional de Cinema de Càmera “Germans Manaki”      | Setembre 2002        | Càmera Daurada 300                                  | Walter Carvalho           | Guanyador |
| Festival Internacional de Cinema de Càmera “Germans Manaki”      | Setembre 2002        | Millor pel·lícula – Premi de l'Audiència            | Luiz Fernando Carvalho    | Guanyador |
| Festival Internacional de Cinema de Valdivia                     | Octubre 2002         | Millor pel·lícula                                   | Luiz Fernando Carvalho    | Guanyador |
| Festival de Cinema de Trieste                                    | Octubre 2002         | Millor pel·lícula                                   | Luiz Fernando Carvalho    | Guanyador |
| Festival de Cinema de Belfort Entrevues                          | Novembre 2002        | Millor pel·lícula - Premi de l'Audiència            | Luiz Fernando Carvalho    | Guanyador |
| Festival de Cinema Santa Maria da Feira                          | Novembre 2002        | Millor pel·lícula - Premi de l'Audiència            | Luiz Fernando Carvalho    | Guanyador |
| Festival de Cinema Santa Maria da Feira                          | Novembre 2002        | Millor pel·lícula - Premi del Jurat                 | Luiz Fernando Carvalho    | Guanyador |